# Amastigot

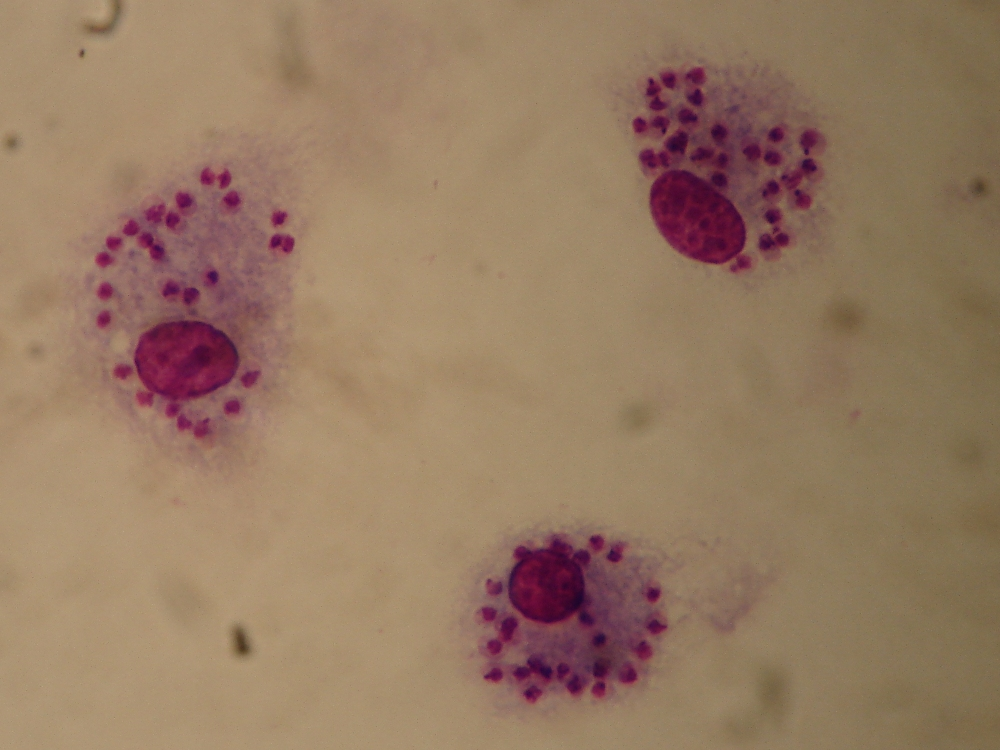
Amastigots sota el microscopi

Un amastigot és una cèl·lula que no posseeix flagels ni cilis.
El terme amastigot es fa servir generalment per descriure una determinada fase del cicle de vida dels protozous del gènere tripanosoma. Aquesta fase es coneix també amb el nom de "fase leishmanial", car en el cas de Leishmania, el cas més conegut, és la forma que pren el paràsit una vegada es troba dintre de l'hoste vertebrat. Tot i així és una fase força comuna en tots els gèneres de l'ordre Trypanosomatida.
Els amastigots són la forma intracel·lular de la fase en la que té lloc la reproducció.